# Laurierstraat 62
Laurierstraat 62 is een gebouw, oorspronkelijk uit de 18e eeuw in Amsterdam, aan de Laurierstraat in de buurt Jordaan in het centrum van de stad.
Hier werd in 1785 Jan Philip Roothaan geboren, die later priester werd, lid van de orde van de jezuïeten en van 1829 tot 1853 generaal-overste van die orde.
Het oorspronkelijke gebouw werd in 1932 afgebroken, met de bedoeling dat het vervangen zou worden door nieuwbouw. In 1933 werd in oude papieren gevonden dat Jan Roothaan hier was geboren. Daarna werd besloten het pand zoveel mogelijk in oorspronkelijke stijl te herbouwen, met hergebruik van het oude topdeel van de gevel. Het nieuwe gebouw, dat tot de zogenaamde Van Houtenpanden wordt gerekend en werd ontworpen door de in restauratie gespecialiseerde architect Jan de Meyer (1878-1950), kwam in 1934 klaar. Op 18 augustus 1934 werd een gevelsteen, ontworpen door Lou Asperslagh, aangebracht, met een reliëf van het hoofd van Roothaan en de tekst:
| 1785 GEBOORTEHUIS 1853 JAN.PHILIP.ROOTHAAN S.J. |

In 1970 is het pand op de Rijksmonumentenlijst geplaatst. De omschrijving in het Monumentenregister luidt:
"Huis, vanwege de zandstenen afdekkingen van de klokvormige top (3e kwart 18e eeuw)."

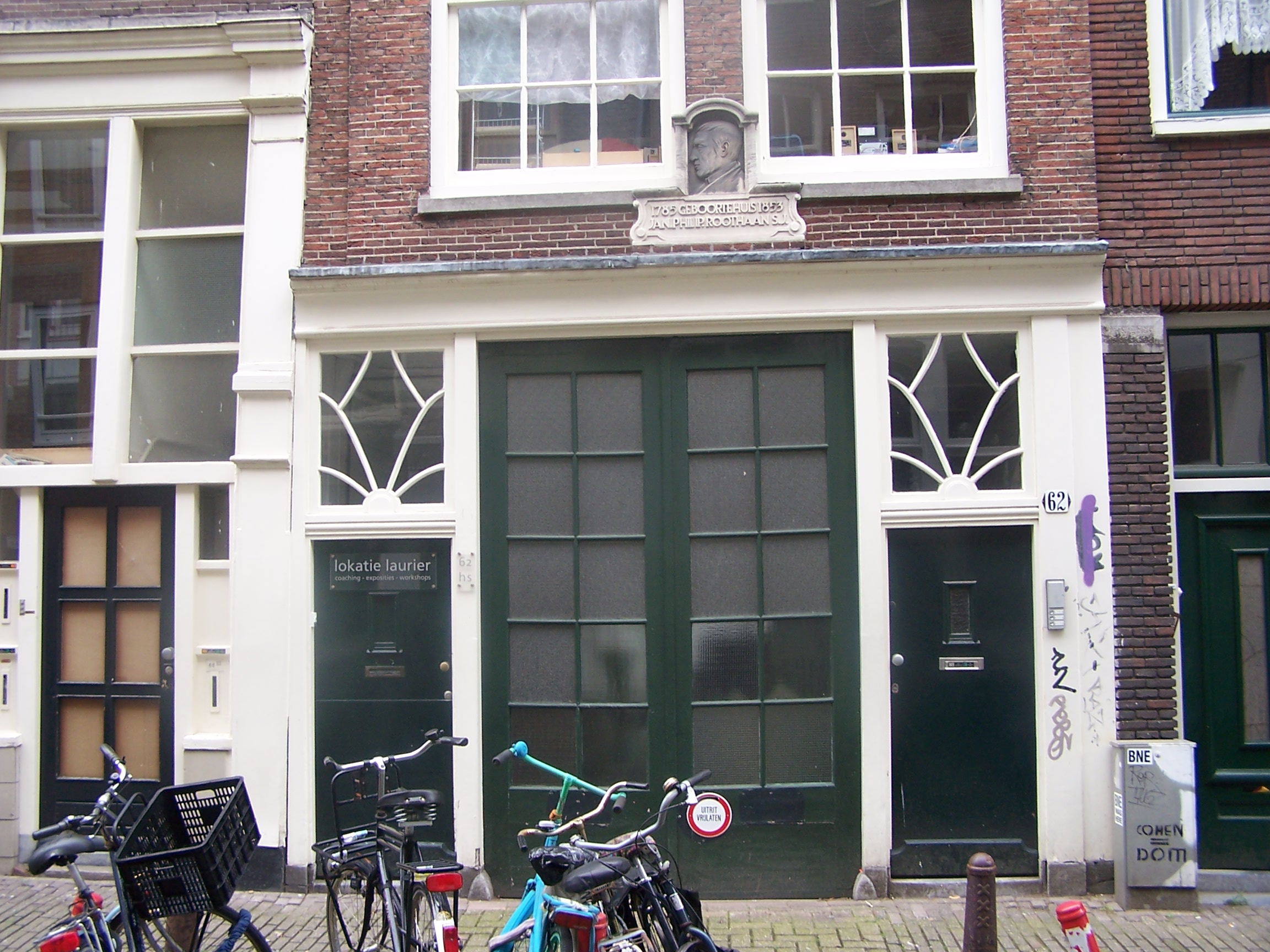
Onderste deel van de voorgevel
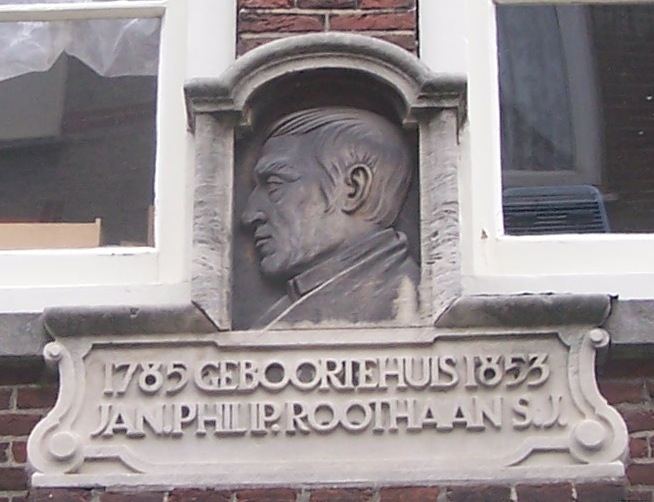
De gevelsteen gewijd aan Jan Roothaan